# Borgarnes

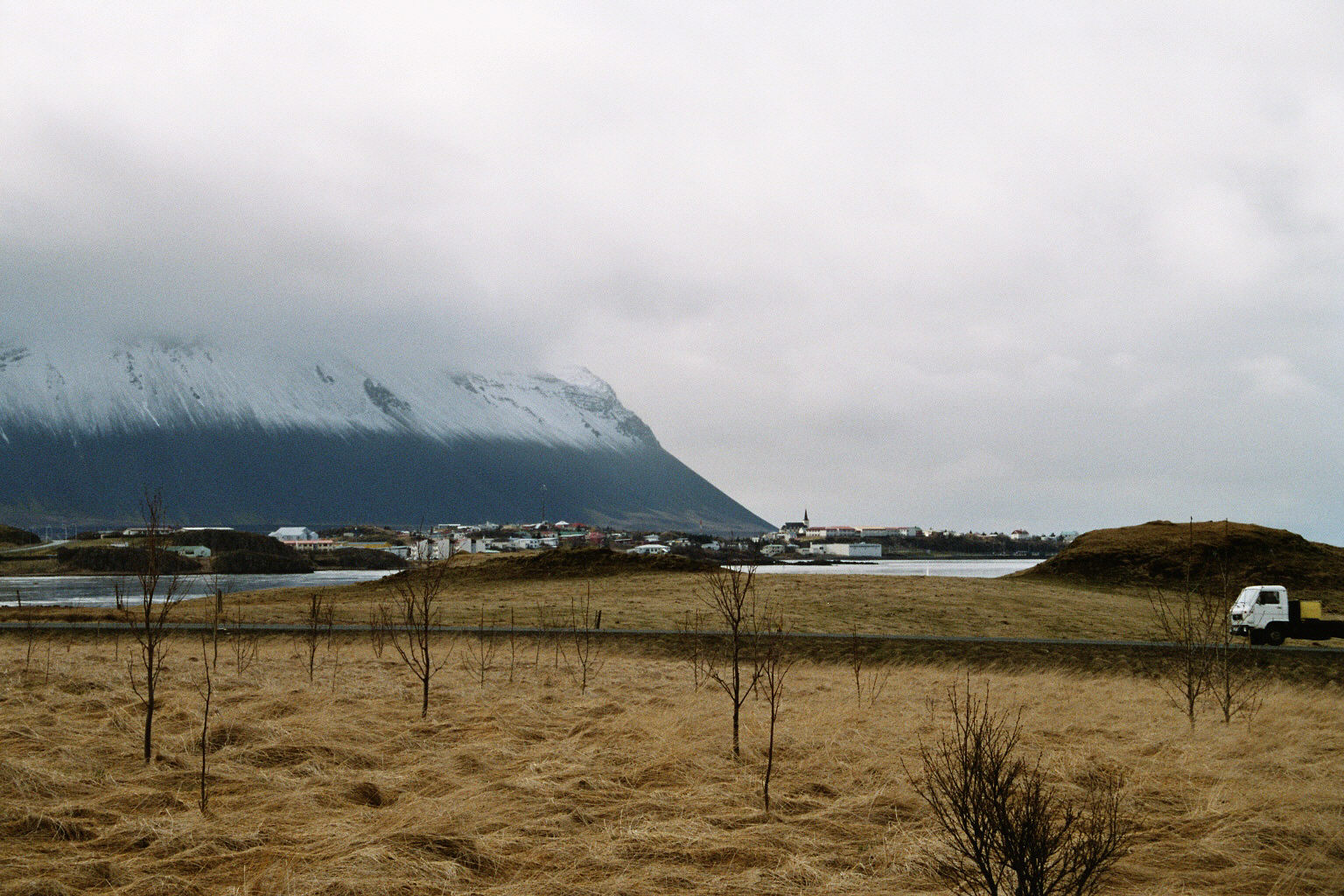
Borgarnes widziane z daleka

Borgarnes – miasto na zachodnim wybrzeżu Islandii, położone na cyplu, który wcina się w fiord Borgarfjörður. Na początku 2018 roku zamieszkiwało je blisko 2,0 tys. osób - stanowi drugie (po Akranes) pod względem wielkości miasto regionu Vesturland i główny ośrodek administracyjny tego regionu. Wchodzi w skład rozległej gminy Borgarbyggð. 
Przez miasto przebiega główna islandzka droga nr 1, która na południe od miasta poprowadzona jest mostem Borgarfjarðarbrú pokonującym fiord, nad którym leży miasto. Natomiast na krańcu cyplu miasto jest połączone niewielkim mostem z zabudowaną wysepką Stóra-Brákarey, znajdującą się niedaleko brzegu.
Nie rozwinęło się tu rybołówstwo, choć miasto położone jest tuż nad brzegiem. Rozwinął się tu natomiast przemysł i handel. 
W Borgarnes znajduje się:
- Muzeum Borgarfjörður (wystawa sztuki, folkloru i historii naturalnej)
- park Skallagrimsgarður

## Historia Borgarnes
Pierwsza wzmianka o osadzie Borgarnes pochodzi z Sagi o Egilu, choć występuje tam pod nazwą Digranes. Pierwszym osiedleńcem był Skallagrímur Kveldulfsson, ojciec słynnego skalda Egila Skallagrímssona, bohatera Sagi o Egilu. Duża część miejscowych zabytków ma wzmiankę w tej sadze.
Aż do XIX wieku brak jest dalszych informacji na temat osadnictwa w tej miejscowości. Gdy tylko zniesiono duński monopol handlowy, król Danii Fryderyk VII wskazał w 1861 Borgarnes jako miejsce handlu. W mieście zachował się dom towarowy z 1877 roku.
Początkowo miejscowość wchodziła w skład gminy Borgarhreppur. W 1913 roku wydzielono ją jako samodzielną gminę Borgarneshreppur, która po przyznaniu praw miejskich w 1987 roku nosiła nazwę Borgarnesbær. W 1994 roku do Borgarnesbær przyłączono sąsiednie gminy: Norðurárdalshreppur, Stafholtstungnahreppur, Hraunhreppur, które od tego momentu funkcjonują jako gmina Borgarbyggð. W 1998 roku dołączono gminy Þverárhlíðarhreppur, Borgarhreppur i Álftaneshreppur, a w 2005 roku kolejne: Borgarfjarðarsveit, Hvítársíðuhreppur i Kolbeinsstaðahreppur.